# Chemillé-sur-Indrois
Chemillé-sur-Indrois is een gemeente in het Franse departement Indre-et-Loire (regio Centre-Val de Loire) en telt 197 inwoners (1999). De plaats maakt deel uit van het arrondissement Loches.

## Geografie
De oppervlakte van Chemillé-sur-Indrois bedraagt 25,9 km², de bevolkingsdichtheid is 7,6 inwoners per km².

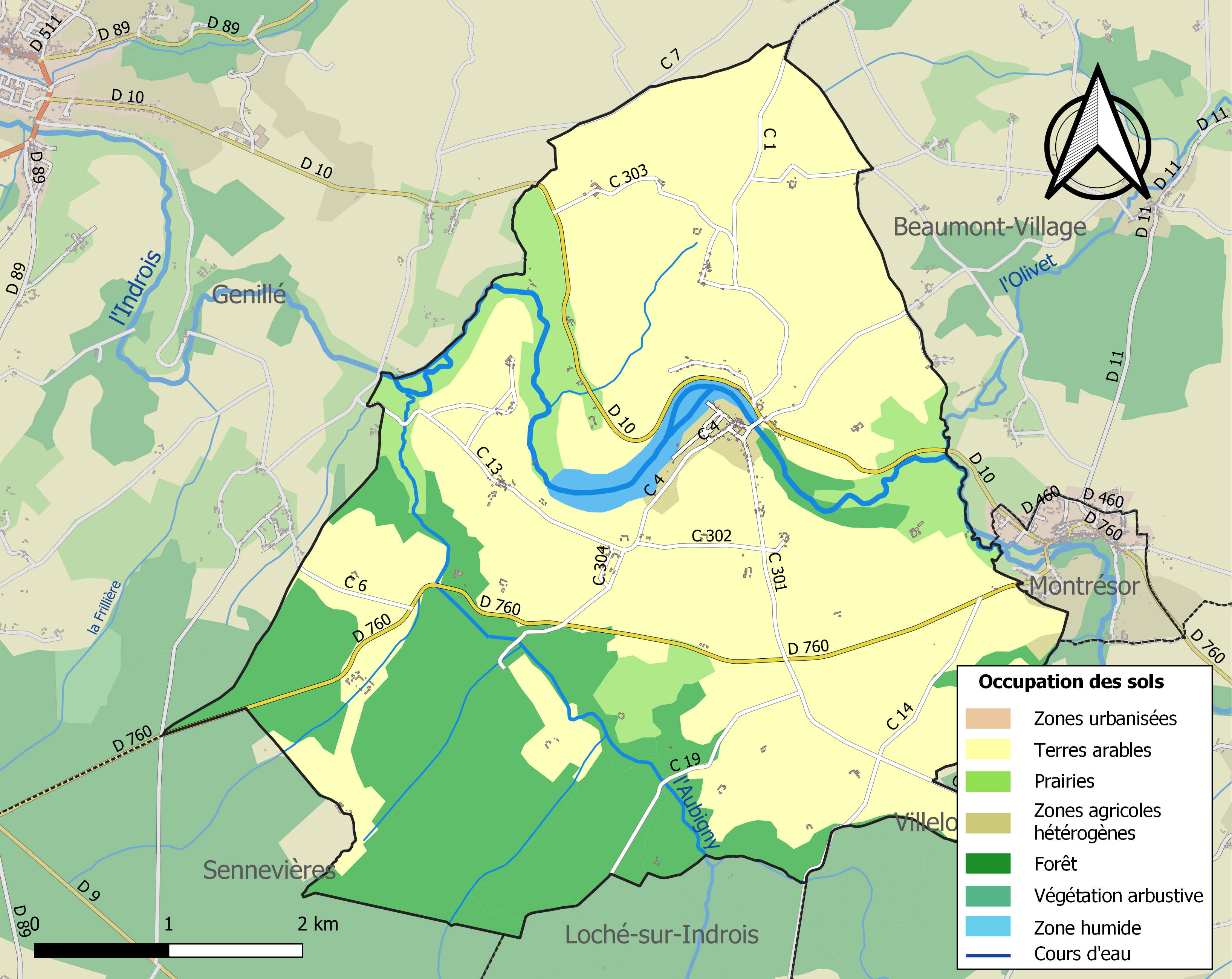
Kaart van de gemeente met de belangrijkste infrastructuur, bodemgebruik en omliggende gemeenten

## Demografie
Onderstaande figuur toont het verloop van het inwonertal (bron: INSEE-tellingen).